# Zeckenstich
Bei einem Zeckenstich oder Zeckenbiss wird die Haut von einer Zecke mit den Kieferklauen angeritzt und anschließend der „Stachel“ (das Hypostom) in die Wunde hineingeschoben und dort verankert. Die Zecke sticht dabei keine Ader an, sondern reißt eine Wunde, die aus verletzten Kapillaren voll Blut läuft (sogenannte Pool feeder). Vor Beginn der Nahrungsaufnahme gibt die Zecke ein Speichelsekret ab, das mehrere wichtige Komponenten enthält:
- Einen Gerinnungshemmer, der eine Verstopfung des Stechrüssels (Hypostom) verhindert und den Blutfluss hin zur Einstichstelle steigert.
- Eine Art Klebstoff, der die Mundwerkzeuge fest in der Haut verankert.
- Ein Betäubungsmittel, das die Einstichstelle unempfindlich macht.
- Einen entzündungshemmenden Wirkstoff, der eine Stimulation der körpereigenen Immunabwehr an der Einstichstelle vermeiden soll.

Anschließend wird das Blut durch die Zecke aufgenommen. Die Oberseite des Hypostoms bildet eine eingesenkte Rinne aus, die mit der Unterseite der Cheliceren einen Nahrungskanal bildet. Die Mundöffnung liegt oberhalb des Hypostoms, an dessen Basis. Die Unterseite des Hypostoms trägt Reihen von Zähnen, die artspezifisch geformt sind. Diese sind umso gröber, je länger die entsprechende Zeckenart im Wirt verankert bleibt.

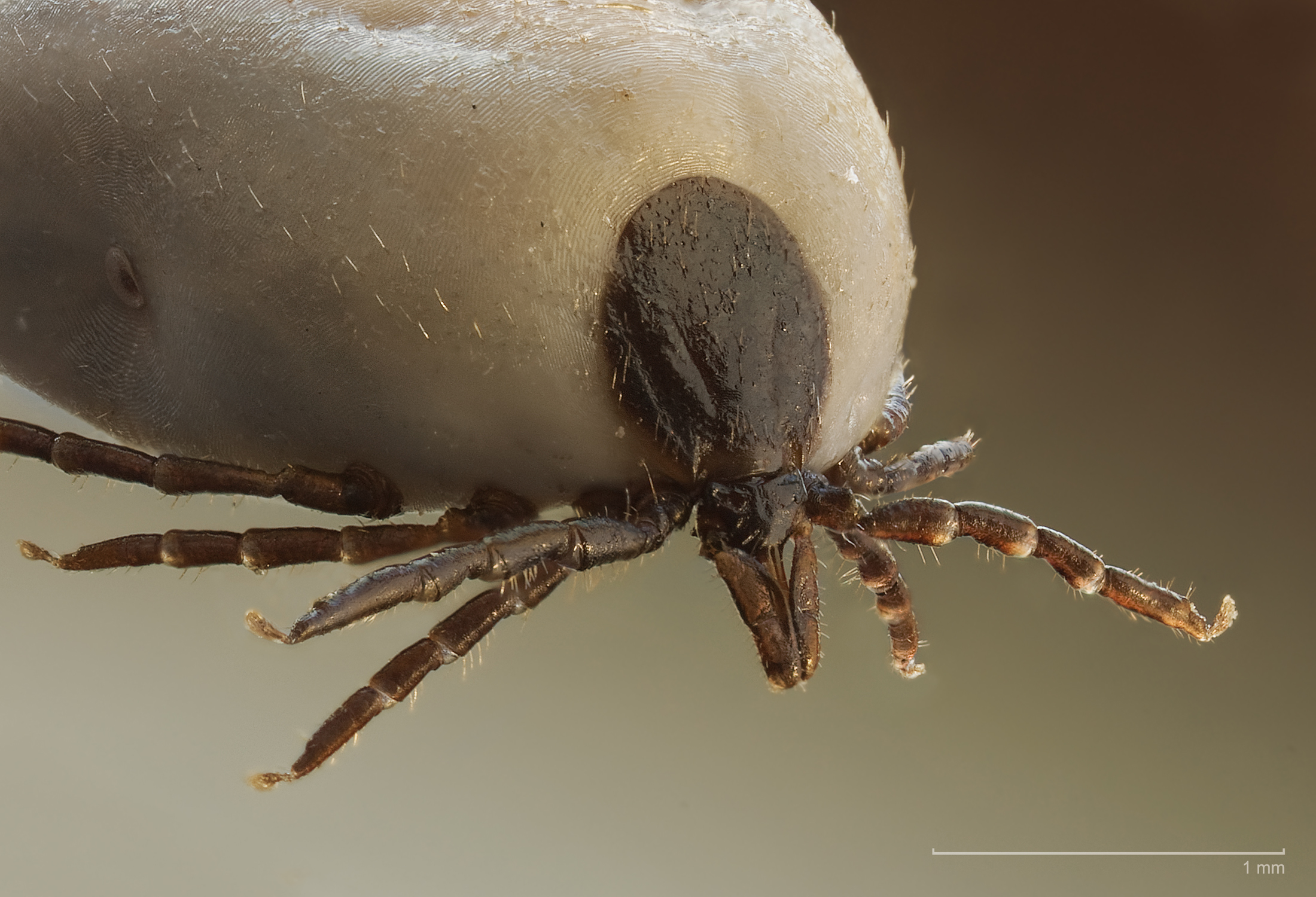
Vorderkörper einer Zecke mit den Palpen (Sinnesorgane), darunter der Saugrüssel

## Befall von Menschen und Tieren
Zecken lassen sich nicht – wie oft falsch angenommen – von Bäumen fallen, sie halten sich im Gras oder Gebüsch bis zu einer Höhe von maximal 1,5 Metern auf und warten darauf, sich von Menschen oder Tieren „abstreifen zu lassen“. Danach benötigen sie oft Stunden, bis sie eine geeignete „Bissstelle“ – genau genommen „stechen“ Zecken – gefunden haben. Der eigentliche Biss bleibt meist unbemerkt, da sie an der Bissstelle ein „Betäubungsmittel“ einspritzen. Zecken, die mit Borrelien verseucht sind, übertragen den Erreger erst ca. zwölf Stunden nach dem Stich.

## Infektionsgefahr
Beim Saugakt würgt beziehungsweise spuckt (regurgiert) die Zecke in regelmäßigen Abständen während der Blutmahlzeit unverdauliche Nahrungsreste in ihren Wirt zurück. Speziell bei diesem Vorgang können Krankheitserreger, die zuvor bei einem früheren Wirt aufgenommen wurden und sich im Zeckenkörper erhalten oder vermehrt haben, auf den nachfolgenden Wirt übertragen werden. Erreger, die sich bei einer infizierten Zecke in ihrem Darmtrakt befinden, werden nicht unbedingt sofort, sondern mitunter erst während des Saugaktes nach einigen Stunden übertragen. Bei Borreliose kommt es in den ersten 12 Stunden nach einem Zeckenstich nur selten zu einer Infektion, nach 72 Stunden hat die Zecke den Erreger mit hoher Wahrscheinlichkeit übertragen. Deshalb ist eine möglichst rasche und vorsichtige Entfernung einer Zecke dringend angeraten.

## Übertragene Krankheiten

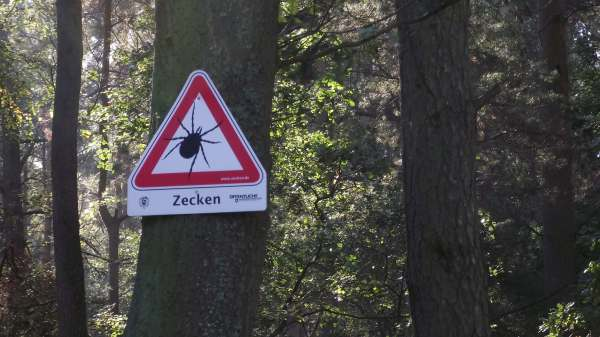
Warnung vor Zecken in einem Waldgebiet in Mecklenburg-Vorpommern

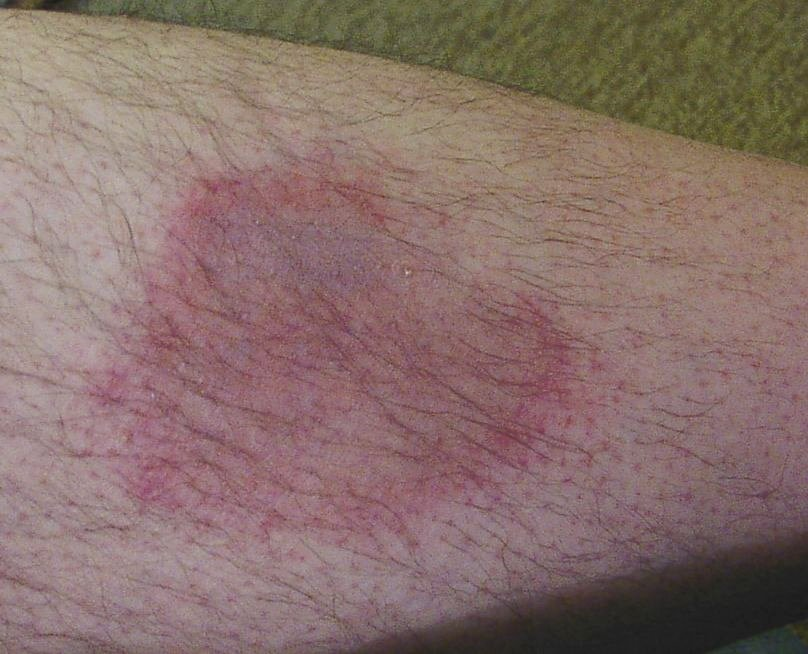
Erythema migrans als Frühmanifestation eines Zeckenstichs mit Borrelioseinfektion (Stadium I) am Unterschenkel eines Mannes

Die verschiedenen Zeckenfamilien beziehungsweise -gattungen können folgende Erreger beziehungsweise Toxine (und Krankheiten) auf den Menschen übertragen. Lone Star und Holzbock können auch eine Fleischallergie auslösen.

### Lederzecken (Argasidae)
- Die Gattung Ornithodorus: überträgt Borrelia duttoni; führt zum Zeckenrückfallfieber
- die Gattung Argas: lokale Hautreaktionen und seltener toxische Allgemeinsymptome wie Pulsbeschleunigung, Atemnot und Erbrechen

### Schildzecken (Ixodidae)
Wichtigste Überträger in Mitteleuropa sind die Arten der Gattung Ixodes mit der häufigsten einheimischen Art, dem Gemeinen Holzbock (Ixodes ricinus), in den östlichen USA Ixodes scapularis, in Russland die Taigazecke (Ixodes persulcatus). Weitere Gattungen sind Rhipicephalus, Dermacentor, Haemaphysalis, Amblyomma.
Im Speichel kommen daher auch Krankheitserreger (Viren, Bakterien, einzellige oder mehrzellige Parasiten) vor, die die Zecke bei einer vorangegangenen Nahrungsaufnahme bei einem infizierten Opfer zusammen mit dem Blut aufgenommen hat. Wenn diese Krankheitserreger in der Zecke nicht nur überleben, sondern sich auch noch in ihr vermehren oder wandeln, ist die Zecke ein Wirt beziehungsweise Zwischenwirt für diese Krankheitserreger und infiziert in schon beschriebener Weise ihr nächstes Nahrungsopfer. Zecken, darunter der in Mitteleuropa am häufigsten vorkommende Gemeine Holzbock, sind als Vektoren, das heißt Überträger von Viren (Arboviren) und Bakterien festgestellt. Sie können also durch ihren Stich die verschiedensten Infektionskrankheiten auf den Menschen und alle möglichen Wirbeltierarten übertragen. Auch eine rein mechanische Übertragung von auf dem Stechorgan anhaftenden Viren ist möglich.
Folgende Krankheitserreger beziehungsweise Krankheiten können übertragen werden:
- Babesia microti und Babesia divergens: Babesiose
- Francisella tularensis: Tularämie
- Anaplasmosen: Humane Granulozytäre Anaplasmose (früher: Ehrlichiose)
- Ehrlichiose: Humane monozytäre Ehrlichiose (HME)
- Rickettsien: Rickettsiosen wie das
  - Rocky-Mountain-Fleckfieber durch Rickettsia rickettsii
  - Boutonneuse-Fieber oder Mittelmeer-Zeckenfleckfieber, Kenia-Fieber; durch Rickettsia conorii
  - Fleckfieber durch Rickettsia prowazekii
  - Q-Fieber: Coxiella burnetii
- Borrelien: Borreliosen wie die Lyme-Borreliose; durch den Erreger Borrelia burgdorferi
- verschiedene Viren wie das
  - FSME-Virus: Frühsommer-Meningoenzephalitis
  - RSSE-Virus: Russische Frühsommerenzephalitis
  - Louping-ill-Virus: Louping Ill
  - Powassan-Virus: Powassan-Enzephalitis
  - Kyasanur-forest-Virus: Kyasanur-Wald-Fieber
- CCHF-Virus: Hämorrhagisches Krim-Kongo-Fieber; der Erreger wurde auf der Krim und im Kongo nachgewiesen.
  - Omsk-hämorrhagisches Fieber-Virus: Omsk-hämorrhagisches Fieber
  - Colorado-Tick-Virus: Colorado-Zeckenfieber

und etwa 50 weitere Krankheiten weltweit wie das Texasfieber – die wichtigsten Erkrankungen werden unten in Kurzform vorgestellt.

### Borreliose
Die Borreliose ist in der nördlichen Hemisphäre die häufigste von Zecken übertragene Erkrankung; sie geht oft mit schweren neuropathischen Symptomen einher und wird durch das Bakterium Borrelia burgdorferi aus der Gruppe der Spirochaeten ausgelöst. Eine Borrelieninfektion durch Zecken ist in ganz Deutschland, im Schweizer Mittelland sowie im mittleren und östlichen Österreich möglich. Zecken gibt es auch in Städten: eine Studie am Max von Pettenkofer-Institut für Hygiene und Mikrobiologie (LMU München) zeigte, dass „der direkte Kontakt mit Büschen in Gärten ein bisher unterschätztes Risiko“ ist, durch einen Zeckenstich an Lyme-Borreliose zu erkranken.
In Süddeutschland lag 2004 die mittlere Durchseuchungsrate der Zecken mit Borrelien (B. burgdorferi Spezies) bei 30 %. Die Zahl der Neuinfektionen pro Jahr wird für Deutschland auf 50.000 bis 100.000 geschätzt. Gegen die Borreliose existiert keine Impfmöglichkeit, sie kann aber bei frühzeitiger Erkennung gut mit Antibiotika behandelt werden. In Deutschland ist die Borreliose in den neuen Bundesländern und Berlin eine meldepflichtige Krankheit.

### Frühsommer-Meningoenzephalitis
Die Frühsommer-Meningoenzephalitis (FSME) wird ebenfalls in Europa von Zecken übertragen. Sie wird durch Viren verursacht und führt zur Entzündung des Gehirns oder der Hirnhäute. Die Übertragung dieser in den Speichelzellen der Zecke befindlichen Viren beginnt sofort nach dem Stich und kann sich im Verlaufe der Nahrungsaufnahme deutlich bis zum Erreichen einer für eine Infektion mit anschließendem Krankheitsausbruch notwendigen Viruslast steigern. Allerdings ist die Frühsommer-Meningoenzephalitis nicht nur auf den Frühsommer begrenzt, sondern Zecken können den Erreger auch im Spätsommer oder Herbst übertragen. Die Zeckensaison ist von März bis Oktober, bei milder Witterung aber auch länger.
Gegen die FSME ist eine Schutzimpfung möglich. Im deutschen Sprachraum besteht die Gefahr einer FSME-Infektion nur in bestimmten Gebieten, die sich jedoch von Jahr zu Jahr entlang der Flüsse ausdehnen. Während man sonst davon ausgeht, dass jede 20.000ste Zecke das Virus in sich trägt, so ist in diesen Epidemiegebieten in Deutschland 0,1–5 % der Zecken betroffen. Die FSME wird nur bei 30 Prozent der Fälle auch wirklich übertragen.

### Q-Fieber
Der für das Q-Fieber verantwortliche Erreger, das Bakterium Coxiella burnetii, das insbesondere bei Rindern, Schweinen, Pferden, Schafen, Ziegen, aber auch bei Wild- und Haustieren – wie zum Beispiel Rehen, Füchsen, Katzen und Hunden – diese Erkrankung auslöst, wird vor allem im Süden Deutschlands nicht in erster Linie, aber auch von der Frühjahrswaldzecke (Dermacentor marginatus) aus der Gattung der Schafzecken gelegentlich auf den Menschen übertragen. Die Infektion erfolgt, wenn die Zecke zunächst ein infiziertes Tier sticht und anschließend einen Menschen. Es genügt aber auch schon, den Kotstaub der Zecke einzuatmen.
Das Q-Fieber ist eine nach dem Infektionsschutzgesetz meldepflichtige Erkrankung.

### Babesien
Die Wiesenzecke (Dermacentor reticulatus) aus der Gattung der Buntzecken ist besonders in letzter Zeit auch in Deutschland bei den Haltern von Hunden und Katzen als Überträger der Blutparasiten Babesien (Babesia canis canis) gefürchtet. Diese Einzeller befallen die Haustiere und zerstören wie die Malaria die roten Blutkörperchen. Daher wird bei der Babesiose (Piroplasmose) als häufigstes Symptom eine Blutarmut festgestellt. Weitere Symptome können bei den befallenen Tieren hohes Fieber, roter oder grünlicher Urin oder Gelbsucht sein. Einige Babesienarten werden von der Wiesenzecke auch auf den Menschen übertragen. Diese Erreger sind jedoch für den Menschen nicht sehr gefährlich. Nur in seltenen Fällen lösen sie grippeähnliche Symptome aus, wenn das Immunsystem vorher schon geschwächt war.
Die im April 2005 erstmals auch im deutschen Bundesland Brandenburg festgestellte Erregerart Babesia canis canis befällt nach einer Übertragung durch die Wiesenzecke nur Hunde oder hundeartige Tiere wie zum Beispiel den Fuchs. Dieser Krankheitserreger ist also streng wirtsspezifisch und kann daher nicht auf den Menschen übertragen werden.
Die meisten Fälle mit dem humanpathogenen Parasiten Babesia microti stammen aus den USA. In Deutschland kommen derzeit ausschließlich Testkits auf den amerikanischen Erreger Babesia microti zum Einsatz. Es ist jedoch bekannt, dass der humanpathogene Erreger Babesia divergens hauptsächlich in Europa anzutreffen ist. Es wäre sinnvoll nachzuprüfen, inwieweit die eingesetzten Testkits ansatzweise Infektionen durch Babesia divergens erfassen können. Babesien befallen die Erythrozyten (rote Blutkörperchen). Die Babesien dringen in die roten Blutkörperchen ein, vermehren sich und zerstören die Blutzellen. Meist soll die Infektion bei Menschen mit abwehrstarkem Immunsystem (immunkompetent) symptomlos verlaufen, doch das betrifft vor allen Dingen den US-amerikanischen Erreger Babesia microti. Der in Europa anzutreffende Erreger Babesia divergens ist aggressiver.
Nach einer Inkubationszeit von 1 bis 6 (12) Wochen stellen sich Symptome wie Übelkeit, Appetitlosigkeit, Müdigkeit ein; nach einigen Tagen treten Fieber, Muskelschwäche, Kopfschmerzen und Arthralgien auf, sowie schwere Erschöpfungserscheinungen. Es folgt eine einige Tage bis Wochen dauernde hämolytische Anämie, Hämoglobinurie (Rotfärbung des Urins). In extremen Fällen kann es zu Nierenversagen und akutem Lungenversagen führen.
Therapie: Chinin, Clindamycin
Bei schweren Hämolysen und drohendem Nierenversagen können Austauschtransfusionen notwendig werden.

### Zeckenparalyse
Reaktionen auf das von Zecken als Gerinnungshemmer abgesonderte Nervengift können in seltenen Fällen beim Menschen auch zu Lähmungen und zum Tod führen. Zeckenparalyse wurde in Europa noch nicht beobachtet.

### Weitere Krankheiten
Eine weitere auf der Nordhemisphäre weit verbreitete und von Zecken übertragene Krankheit ist die Tularämie. Auch das Boutonneuse-Fieber, das Omsker hämorrhagische Fieber, das Krim-Kongo-Fieber, das Kyasanur-Wald-Fieber, das ostafrikanische Küstenfieber sowie verschiedene hämorrhagische Fieber, Ehrlichiosen und Rickettsiosen (zum Beispiel das Mittelmeerfleckfieber und das hauptsächlich auf dem amerikanischen Kontinent, am Mittelmeer und in Afrika vorkommende Zeckenstich-Fieber) werden von Zecken übertragen. In den Tropen sind Zecken Überträger für Fleck-, Rückfall-, Texas-Fieber und auch Babesien, eine parasitische Protozoenart. Weltweit übertragen Zecken noch mehr als 50 weitere Krankheiten.
Möglicherweise gibt es darüber hinaus bisher noch unbekannte Erreger, da häufig bei Personen, die nach einem Zeckenstich Fieber hatten, keine der bekannten Pathogene zu ermitteln waren.

## Allergische Reaktionen
Bevor die Zecke ihre Nahrung aufnimmt, spritzt sie durch ihren Stechrüssel (Proboscis) ein Drüsensekret (allgemein: Speichel) in ihr Opfer hinein. Für das Immunsystem des Nahrungsopfers ist dieser Speichel trotz des in ihm enthaltenen Entzündungshemmers ein Fremdkörper.

## Vorbeugung eines Zeckenstichs
Ein regelmäßiges sorgfältiges Absuchen des Körpers – gerade bei Kindern, die tagsüber im Freien spielen – ist die sicherste Methode, Zeckenstiche zu vermeiden. Schutz vor Zeckenstichen bieten daneben auch die Verwendung von Abwehrsprays als Vorbeugung sowie das Tragen von Kleidung, die den Körper weitgehend bedeckt. Sinnvoll ist es, den Zecken keine Möglichkeit zu geben, in und unter die Kleidung zu kriechen. Bei intensiver Arbeit in Büschen und hohen Gräsern kann man vorher mit handelsüblichen Abwehrsprays sowohl die Haut als auch die Kleidung einsprühen. Zusätzliches Absuchen sollte immer erfolgen, da die Sprays den Befall nicht ausschließen, sondern nur die Wahrscheinlichkeit eines Befalls verringern können. Darüber hinaus sollte man es vermeiden, in den Zeckenmonaten leicht bekleidet durch hohes Gras, Büsche und Sträucher zu laufen. Besonders auf leicht feuchtem Gras lauern die Zecken auf ihren nächsten Wirt. Bei trockenem und heißem Wetter ziehen sich Zecken zurück.

## Entfernung
Eine Zecke, die sich verankert hat, sollte so bald wie möglich entfernt werden. Untersuchungen an Mäusen und Hamstern haben ergeben, dass die Gefahr einer Borreliose-Infektion und eventuell auch die Gefahr einer Infektion mit Frühsommer-Meningoenzephalitis (FSME) um ein Vielfaches mit der Dauer des Saugaktes ansteigt. So war nur eines von 14 Tieren infiziert, wenn die Zecke innerhalb von 24 Stunden entfernt wurde; dagegen waren 13 von 14 Tieren erkrankt, wenn die Zecke 72 Stunden lang saugen konnte. Es wird davon ausgegangen, dass sich diese Ergebnisse auch auf den Menschen übertragen lassen.
Bei der Entfernung soll die Zecke möglichst wenig gequetscht werden, um sie nicht zusätzlichem Stress und damit verbundenen Panikreaktionen auszusetzen. Allerdings gibt es keine Untersuchungen, die ein erhöhtes Risiko einer Borreliose-Infektion beim Quetschen der Zecke belegen. Eine Studie mit Wüstenmäusen zeigte, dass das Quetschen von vollgesogenen Zecken die Infektionsrate nicht erhöht und die Infektionswahrscheinlichkeit nur mit der Dauer des Saugaktes korreliert. Die Zecke gibt während des Saugaktes relativ große Mengen überschüssigen Wassers in den Wirt zurück. Dadurch bewahrt die Zecke ihr inneres osmotisches Gleichgewicht und konzentriert die Menge an verwertbaren Substanzen. Eine Infektion mit Borrelien erfolgt hauptsächlich in diesem Stadium.

### Werkzeuge zur Entfernung
Zur Entfernung von Zecken werden unterschiedliche Instrumente eingesetzt:
- Mit einer Pinzette wird die Zecke möglichst hautnah gepackt und gerade unter leichtem Hin- und Herdrehen oder Rütteln herausgezogen.
- Zeckenzangen sind ähnlich Pinzetten aufgebaut, aber speziell für diesen Zweck mit gebogenen, dünn zulaufenden Klauen versehen.
- Zeckenkarten (gelegentlich auch mit Lupe ausgestattet), besitzen schräge Einschnitte in den Ecken, deren Flanken unter die Zecke geschoben werden. Die so eingeklemmte Zecke kann dann mit der Karte herausgehebelt werden. Diese Methode ist auf relativ freie Haut angewiesen und im Fell von Tieren kaum einsetzbar.
- Ein Zeckenhaken ist ein geschlitzter, gebogener Stab, der ähnlich wie ein Nageleisen funktioniert.
- Mit einer Zeckenschlinge, einem stiftähnlichen Werkzeug, können Zecken sehr einfach entfernt werden, wobei die Zecke die Entfernung meistens überlebt. Durch Druck auf den Federkolben öffnet sich eine Schlinge, die über die Zecke bündig zur Haut des Wirts gelegt wird. Lässt man den Federkolben los, zieht sich die Schlinge wieder in den Stift hinein und umfasst die Zecke an ihrem Hals.
- Mit einem stabilen Faden kann eine sich zuziehende Schlinge in Form eines Kreuzknotens um die Zecke gelegt und die Zecke daran herausgezogen werden.

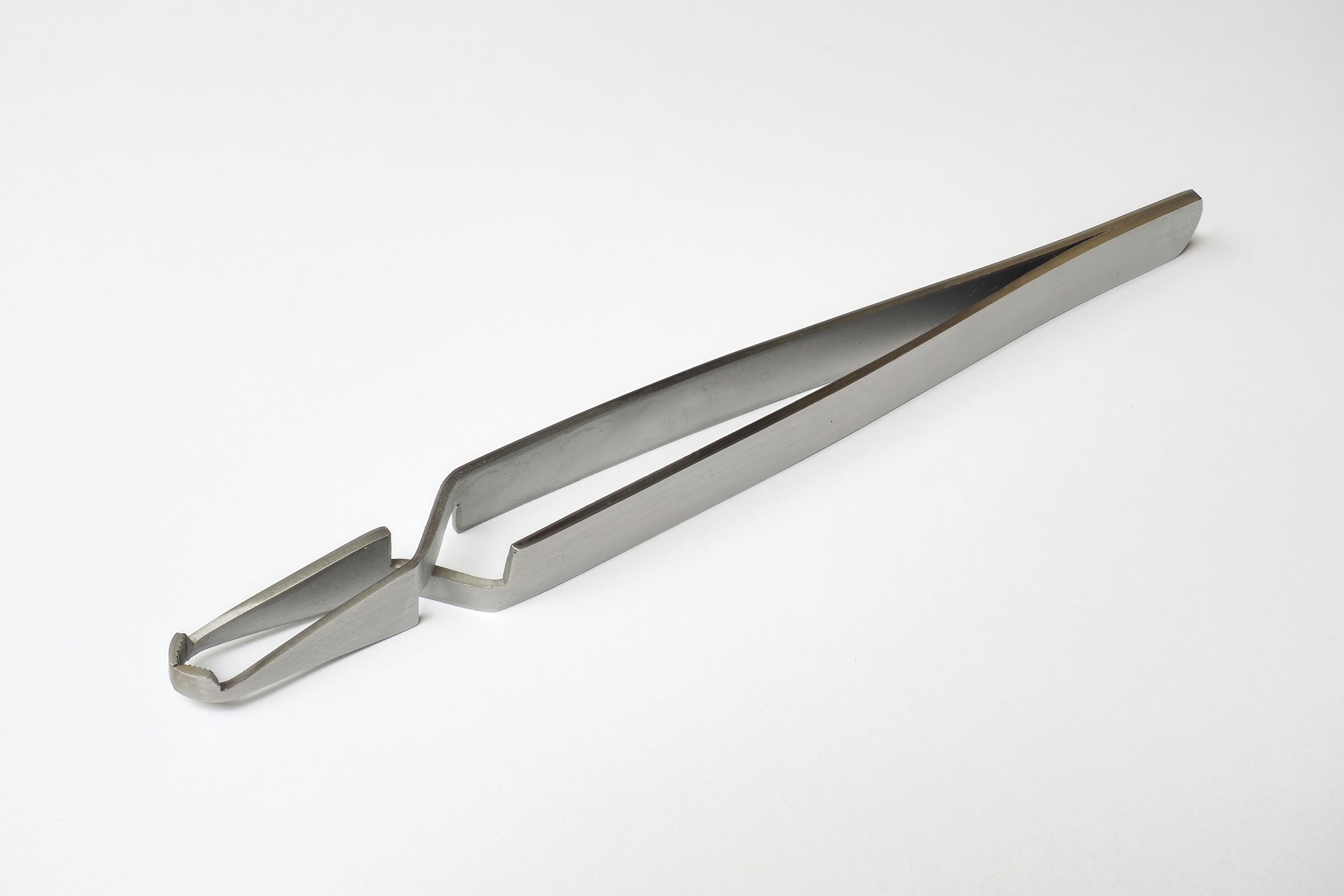
Zeckenzange öffnet sich auf Druck und kann von oben oder der Seite direkt an der Einstichstelle angesetzt werden.
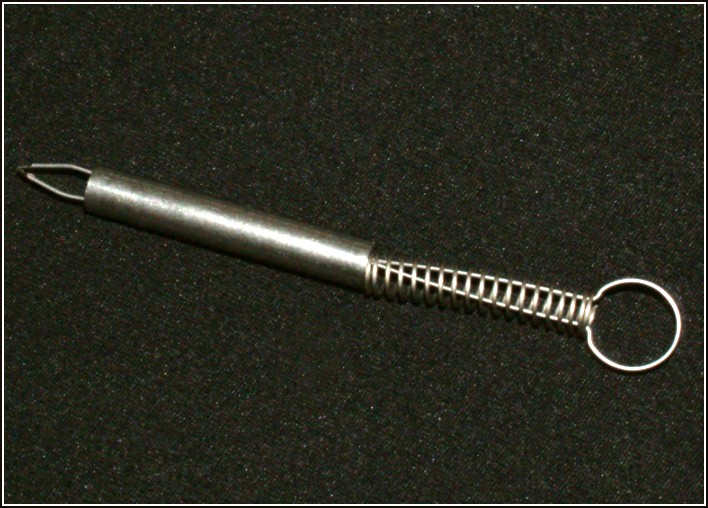
Zeckenzange. Wird der Metallzylinder zurückgeschoben, öffnen sich die Backen weit genug, um die Zecke zu umfassen.
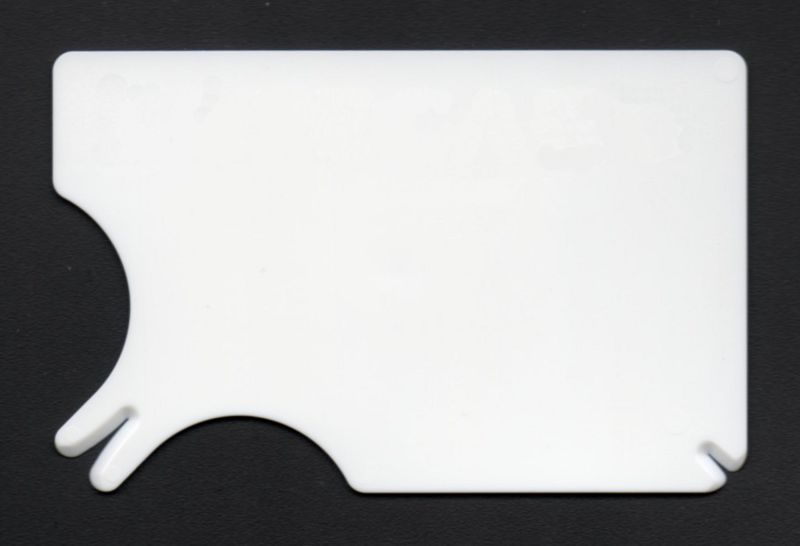
Zeckenkarte mit zwei verschieden großen Einkerbungen, die unter die Zecke geschoben werden können.
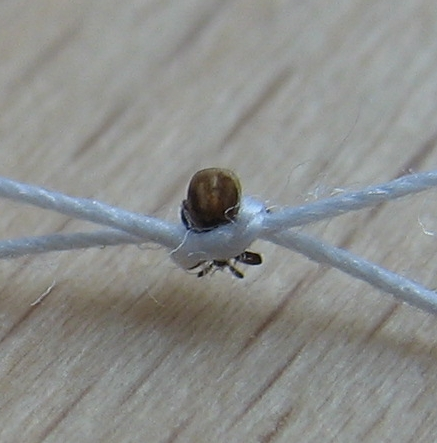
Zecke mit Faden entfernen.

### Herausziehen oder Herausdrehen?
Diskutiert wird, ob eine Drehung der Zecke den Entfernungsvorgang unterstützt.
- Das Bayerische Landesamt für Gesundheit gibt zu bedenken, dass sich Zecken mittels eines Speicheldrüsensekrets („Zementsubstanz“) in der Haut verankern und die Mundwerkzeuge mit starken Widerhaken ausgestattet sind. Daher könnten beim Drehen größere Teile der Mundwerkzeuge abreißen und in der Haut verbleiben. Besser sei es, die Zecke dicht an der Haut zu packen und mit sanftem Zug gerade herauszuziehen. Allenfalls könne ein leichtes Hin- und Herdrehen oder ein vorsichtiges Rütteln die Entfernung erleichtern.[15][16] Auf keinen Fall solle ruckartig gezogen werden, vielmehr hebe man die Zecke leicht an und halte sie unter fortgesetztem Zug so lange, bis sie sich von selbst löst. Das könne eine Minute dauern, stelle jedoch eine vollständige Entfernung sicher.

- In einer anderen Untersuchung an befallenen Hunden ergab sich dagegen, dass in den Kategorien „Benötigte Zeit zur Entfernung“, „Erfassen der Zecke“, „Benötigte Kraftaufwendung“ und „Zustand der Mundwerkzeuge nach der Entfernung“ sich die Drehmethode mittels Zeckenzange oder sogenanntem „Tick Twister“ gegenüber dem geraden Herausziehen mit Pinzette oder Zeckenkarte überlegen zeigte.[17]

### Unvollständige Entfernung
Manchmal verbleiben Teile des Mundwerkzeugs in der Wunde zurück, man sieht nach Entfernen der Zecke einen kleinen schwarzen Punkt. (Es handelt sich nicht wie im Volksmund behauptet um den „Kopf“, da Zecken zu der Unterklasse der Milben gehören und keinen Kopf haben.) In jedem Fall ist eine weitere Reizung der Wunde und das Risiko einer Entzündung zu vermeiden. In vielen Fällen werden die Zeckenreste nach kurzer Zeit vom Körper abgestoßen. Die Reste können auch mit einer sterilen Pinzette entfernt werden, beispielsweise von einem Arzt.

### Untersuchung auf Krankheitserreger
Zeckenstiche sollten mit Datum und einem Foto dokumentiert werden, um im Falle einer Erkrankung Belege für den Infektionszeitpunkt zu haben. Traut man sich das Entfernen der Zecke nicht selbst zu, sollte ein Arzt oder Apotheker zum fachgerechten Entfernen aufgesucht werden.
Es besteht die Möglichkeit, die entfernte Zecke mittels PCR-Untersuchung (Polymerasekettenreaktion, eine Form der DNA-Untersuchung) in einem Labor auf Borrelien untersuchen zu lassen. Die Kosten für die von den Krankenkassen nicht getragene Leistung liegen je nach Anbieter zwischen 10 und 100 Euro. Einige Landesgesundheitsämter bieten eine solche Untersuchung zum Selbstkostenpreis an, so etwa das Landesgesundheitsamt Baden-Württemberg in Stuttgart. Fällt dieser Test negativ aus, ist die Wahrscheinlichkeit einer Infektion sehr gering. Ein positiver Nachweis ist nur ein Hinweis auf eine mögliche Infektion. Als alleiniger Nachweis für eine Borrelieninfektion wird dieser Test von keiner Fachgesellschaft empfohlen und ist in keinen einschlägigen Richtlinien ausgewiesen.
Im Handel werden auch Schnelltest-Sets für die Anwendung zuhause angeboten, um festzustellen, ob eine Zecke Träger von Borrelien ist. Über die Zuverlässigkeit der Tests sind bisher keine verlässlichen Aussagen bzw. Studien verfügbar.

### Rechtliches (Deutschland)
Bei Beamten kann ein Zeckenstich als Dienstunfall anerkannt werden, wenn er in Ausübung des Dienstes erfolgt. Allerdings ist Voraussetzung, dass Tag und Ort des Zeckenstichs hinreichend genau festgestellt werden können.

## Therapie
Da gerade im Frühstadium bei vielen der übertragbaren Krankheiten außer der Wanderröte kein sicherer Krankheitsnachweis möglich ist, stellt sich beim Auftreten von unspezifischen grippeähnlichen Symptomen oder Gelenkschmerzen kurz nach einem Zeckenstich die Frage einer Güterabwägung zwischen den Risiken und Nebenwirkungen einer auf Verdacht durchgeführten, eventuell überflüssigen Antibiotikatherapie einerseits und – bei Nichtdurchführung, aber auch einem denkbaren Misserfolg einer solchen Maßnahme – den möglichen gesundheitlichen, sozialen und finanziellen Folgen eines jahrelangen chronischen Leidens (das im Extremfall bis hin zur Erwerbsunfähigkeit führt) andererseits. Dabei muss auch das relativ sichere therapeutische Fenster von etwa vier Wochen von der Infektion mit Lyme-Borreliose bis zum Beginn des II. Stadiums (Erregerstreuung und Beginn der systemischen Krankheit) berücksichtigt werden.
Im Frühstadium einer Infektion sind Tetracycline wie Doxycyclin wegen der Zellgängigkeit und ihrer Wirksamkeit gegen viele bakterielle, durch Zeckenstiche übertragene Erreger wie Borrelien, Rickettsien, Ehrlichien, Anaplasmen und Babesien das Mittel der Wahl. Aufgrund der langen Generationenfolge der Borrelien muss die Behandlung deutlich länger erfolgen als bei vielen anderen Erregern.